# Петропавловская площадь (Киев)
Петропа́вловская пло́щадь — площадь в Оболонском районе города Киева, историческая местность Куренёвка. Расположена между Кирилловской улицей и проездом без названия к улице Семёна Скляренко.

## История
Площадь известна со 2-й половины XIX века под названием Петропавловская, от церкви святых Петра и Павла (была расположена неподалёку, на Сырецкой улице, 20, построена в 1759 году (деревянная), вместо неё в начале XX века (1903—1905 годы) была сооружена каменная церковь. Была закрыта в 1930 году, преобразована в промышленное сооружение, разрушена в июле 1987 года).
С 1961 года носила название площадь Фрунзе. В 1980-е годы к площади был присоединён известный с первой половины XX столетия Торговый переулок.
Историческое название площади было восстановлено в 2014 году.
Ныне неподалёку от того места, где находилась старая Петропавловская церковь, сооружён новый храм.

## Интересные факты
- На одном из старых зданий, сохранившихся на площади, до сих пор сохранилась старая табличка с надписью «Петропавловская площадь». Табличка снова стала актуальной после возвращения площади исторического названия.
- На площади с 1891 года размещалось разворотное трамвайное кольцо (первые годы — городской железной дороги на конной тяге). Для пассажирского движения его перестали использовать в 1971 году, трамвайные рельсы демонтированы в 1980-е годы.

## Транспорт
- Троллейбусы 6, 18, 25, 28, 33
- Автобусы 72, 85
- Трамваи 11, 12, 16, 19
- Станция метро «Почайна» (3,1 км)
- Станция метро «Оболонь» (3,1 км)
- Ж/Д платформа «Вышгородская» (0,7 км)

## Почтовый индекс
04073